# Pyrenéerhund
Pyrenéerhund är en hundras från Pyrenéerna i Frankrike. Den är en herdehund och boskapsvaktare (bergshund) av lättare molossertyp, ursprunget är till stor del gemensamt med den spanska pyreneiska mastiffen.

## Historia
Pyrenéerhunden är en av flera stora vita herdehundar från södra och centrala Europa, till exempel maremmano abruzzese från Italien och kuvasz från Ungern. Man tror att dessa raser är besläktade och att den vita färgen premierats för att hundarna skall kunna skiljas från rovdjur i mörker.
Rasen omnämns i greven av Foix Gaston Phoebus' (1331-1391) jakthandbok Livre de chasse 1387. På 1400-talet hölls pyrenéerhundar som vakthundar på slottet i Lourdes i Hautes-Pyrénées. Ett bruk som ansetts ha haft spridning på slott i södra Frankrike ända till 1675 då Ludvig XIV av Frankrike fick en pyrenéerhund i gåva från Lourdes grannstad  Barèges. Efter att den blivit hovhund blev det mode att hålla pyrenéerhundar på slotten i Frankrike.
Målaren Jean-Baptiste Oudry (1686-1755) avbildade pyrenéerhundar i sin traditionella arbetsuppgift på målningen Le chasse aux loupes, två pyrenéerhundar i kamp med vargar. Fortfarande vid sekelskiftet 1899/1900 förekom pyrenéerhundar som motiv på målningar. Den första ingående beskrivningen fick rasen 1897 av Henri de Bylandt (1860-1943). Rasklubben Réunion des Amateurs de Chiens Pyrénées bildades 1907. Rasstandarden antogs 1923 av den franska kennelklubben Société centrale canine (SCC).

## Egenskaper
Pyrenéerhunden är en självständig och intelligent hund som kan lära sig saker på egen hand, till exempel öppna dörrar och fönster. Den är inte underdånig utan kan uppfattas som olydig då den gärna tar egna initiativ. Den är mycket lojal mot sin familj, men kan vara reserverad mot främlingar. Pyrenéerhunden har ett stabilt och tryggt temperament.

## Utseende
Pyrenéerhunden är slankare och lättare och med mindre framträdande molossertyp än den pyreneiska mastiffen. Rörelserna skall vara kraftfulla och smidiga. Den vita färgen är den mest kända och vanligaste, men pyreneerhundar finns också med fläckar i ljusa nyanser av grått, gult och rött, oftast kring huvudet och svansroten. Fläckarna är dock mindre framträdande och utbredda än hos den pyreneiska mastiffen.